# Storsand (naturreservat)
Storsand är ett naturreservat i Kramfors kommun i Västernorrlands län.
Området är naturskyddat sedan 1969 och är 11 hektar stort. Reservatet ligger vid kusten innanför en vik. Reservatet består närmast vattnet av sandstränder och tallbevuxna sanddyner I öster finns hällmark och klapperstensfält.